# Hiremele, Sampgaon
Hiremele là một làng thuộc tehsil Sampgaon, huyện Belgaum, bang Karnataka, Ấn Độ.